# Don Juan 73
Pour les articles homonymes, voir Don Juan (homonymie).
Pour plus de détails, voir Fiche technique et Distribution.
Don Juan ou si don Juan était une femme ou Don Juan 73 est un film franco-italien réalisé par Roger Vadim, sorti en 1973.

## Synopsis
Jeanne (Brigitte Bardot) est une jeune femme séductrice et sensuelle. Amoureuse de son cousin, prêtre (Mathieu Carrière), qu'elle entraine dans une débauche incestueuse, elle court de proie en proie : Pierre (Maurice Ronet), professeur qu'elle entraine en Suède, paradis de l'amour libre en ces années 70, pour le perdre ; Prevost (Robert Hossein) et sa femme, la fragile Clara (Jane Birkin), qu'elle charmera dans une cabine du Night Ferry entre Paris et Londres ; un guitariste (Robert Walker Jr.) qui se suicidera pour elle... Pierre a failli périr dans les flammes, mais en voulant le sauver, c'est elle qui y restera. Ces dernières l'auront attendue, comme ce fut le cas pour son modèle, le don Juan masculin.

## Fiche technique
- Titre : Don Juan 73 ou si Don Juan était une femme
- Réalisation : Roger Vadim
- Assistants réalisateurs : 1) Jean-Michel Lacor / 2) Philippe Leriche
- Scénario : Jean Cau, Roger Vadim, Jean-Pierre Petrolacci (collaboration)
- Dialogues : Jean Cau
- Directeurs de la photographie : Henri Decae, Andréas Winding
- Décors : Jean André, assisté de 1) Robert André et de 2) Maurice Sergent
- Ingénieur du son : Jean-Louis Ducarme
- Montage : Victoria Mercanton, assisté de Nathalie Lafaurie
- Musique : Michel Magne
- Sociétés de production :Filmsonor-Les Films Marceau, Paradox Productions, Filmes Cinematografica
- Société de distribution : Cocinor
- Studios : Paris-Studios-Cinéma (Studios de Billancourt)
- Pays d'origine :  France |  Italie
- Genre : drame
- Durée : 94 minutes
- Tournage : juin 1972 à Paris, Conflans-Sainte-Honorine, Uppsala, Londres ainsi qu'aux Studios de Billancourt
- Dates de sortie :
  - France : 22 février 1973
  - Italie : 21 avril 1973

## Distribution
- Brigitte Bardot : Jeanne
- Jane Birkin : Clara
- Maurice Ronet : Pierre Gonzague
- Léna Skerla : Mme Gonzague, sa femme
- Mathieu Carrière : l'abbé Paul
- Robert Hossein : Louis Prévost
- Michèle Sand : Léporella
- Robert Walker Jr. : Bobby - le guitariste
- Henri Attal : un pilier de bar
- Dominique Zardi : un pilier de bar
- Jenny Arasse : une étudiante
- Jean Rupert : l'un des deux Anglais au bar de l'hôtel
- James Campbell-Badiane : James
- Ann Zacharias : l'étudiante blessée à l'université d'Uppsala
- Samson Fainsilber